# SYR1: Anagrama
Albums de Sonic Youth
Made in USA
(1995) SYR2: Slaapkamers met Slagroom
(1997)
SYR1: Anagrama est un EP du groupe Sonic Youth. C'est le premier volet de la série SYR du groupe, il a été publié en 1997. Sa couleur est le rouge, et sa langue est le français. C'est le disque le plus court de la série (22:36 seulement), et il contient 4 morceaux, tous instrumentaux. Les trois premières pistes sont des morceaux que l'on pourrait qualifier de « classiques », dans le sens où ils utilisent le schéma habituel du groupe (2 guitares/1 basse/1 batterie), tandis que le dernier est constitué de parties bruitistes suivies de riffs très répétitifs.

## Titres
1. Anagrama - 9:31
2. Improvisation Ajoutée - 2:52
3. Tremens - 3:19
4. Mieux: De Corrosion - 6:54